# Opała
Opała (ros. Опала) – wulkan drzemiący w azjatyckiej części Rosji; na Kamczatce.
Leży w południowej części półwyspu, w pasmie Gór Środkowych. Całkowita wysokość wulkanu wynosi 2475 m n.p.m. Stożek wulkaniczny zbudowany jest z law andezytowych i dacytowych, położony w starej kalderze o wymiarach 12 × 14 km.
Bardzo silna erupcja wulkanu Opała miała miejsce prawdopodobnie około 610 roku n.e. Szacuje się, że zostało wówczas wyemitowane do 10 km³ materiału wulkanicznego. Ostatnia potwierdzona erupcja miała miejsce w 1776 roku, odnotowane erupcje z 1827 i 1854 roku pozostają niepotwierdzone, natomiast informacje o erupcji z 1894 roku podano w wątpliwość.